# Gavez
Gavez (lat. Symphytum) je rod trajnica iz porodice boražinovki. Postoji tridesetak vrsta, od kojih u Hrvatskoj rastu gomoljasti gavez (S. bulbosum), čvorasti ili žuti gavez (S. tuberosum) i veliki ili ljubičasti gavez (S. officinale).

## Vrste
1. Symphytum aintabicum Hub.-Mor. & Wickens
2. Symphytum anatolicum Boiss.
3. Symphytum asperum Lepech.
4. Symphytum × bicknellii Buckn.
5. Symphytum bornmuelleri Buckn.
6. Symphytum brachycalyx Boiss.
7. Symphytum bulbosum K.F.Schimp.
8. Symphytum carpaticum Yu.M.Frolov
9. Symphytum caucasicum M.Bieb.
10. Symphytum circinale Runemark
11. Symphytum cordatum Waldst. & Kit. ex Willd.
12. Symphytum creticum (Willd.) Runemark
13. Symphytum davisii Wickens
14. Symphytum × ferrariense C.Massal.
15. Symphytum grandiflorum DC.
16. Symphytum gussonei F.W.Schultz
17. Symphytum hajastanum Gvin.
18. Symphytum ibiricum Steven
19. Symphytum kurdicum Boiss. & Hausskn.
20. Symphytum longisetum Hub.-Mor. & Wickens
21. Symphytum × mosquense S.R.Majorov & D.D.Sokoloff
22. Symphytum officinale L.
23. Symphytum orientale L.
24. Symphytum ottomanum Friv.
25. Symphytum podcumicum Yu.M.Frolov
26. Symphytum pseudobulbosum Azn.
27. Symphytum savvalense Kurtto
28. Symphytum sylvaticum Boiss.
29. Symphytum tauricum Willd.
30. Symphytum tuberosum L.
31. Symphytum × ullepitschii Wettst.
32. Symphytum × uplandicum Nyman
33. Symphytum × wettsteinii Sennholz